# The Two Brothers
The Two Brothers és una pel·lícula muda de la Biograph dirigida per D. W. Griffith i protagonitzada per Arthur V. Johnson i Dell Henderson entre d'altres. Rodada a San Juan Capistrano entre el 25 de març i el 4 d’abril, la pel·lícula es va estrenar el 12 de maig de 1910.

## Argument
A la Missió de San Juan Capistrano, una rica terratinent mexicana té dos fills. El gran, José, és assenyat i un bon fill, i s’ha de casar amb Rose. El petit, Manuel, es un borratxo que només cerca problemes. La gota que fa vessar el vas és quan apareix a la missió i ridiculitza el capellà i els altres assistents. A causa del seu comportament, Manuel és bandejat per la seva mare i s'uneix a un grup de bandits liderats per Pedro. Més endavant Manuel decideix anar on hi ha la seva família i el seu germà el fereix al braç d’un tret. Aconsegueix escapar amagant-se a les runes de la missió on més tard el troba Rose i una amiga que l’ajuda cedint-li el seu xal. Quan arriba al campament jura venjar-se del seu germà. Els bandolers s’assabenten de la festa de casament del seu germà i que els nuvis marxaran amb un cofre amb la dot cap a la nova casa i marxen a la seva persecució. Els acaben atrapant no abans que Pedro mori i Manuel assumeixi el lideratge. Els dos germans es troben i es barallen però són separats per Rose i la seva amiga i en reconèixer-les deixa marxar tothom. L’amiga fa veure a Manuel que n’està enamorada i ell descobreix que també ho està. Gràcies a la seva influència Manuel es reforma, es casa i aconsegueix el perdó de la seva mare.

## Repartiment
- Arthur V. Johnson (José)
- Dell Henderson (Manuel)
- Kate Bruce (la mare)
- Marion Leonard (Rose de Capistrano)
- Mary Pickford (amiga de Rose)
- Charles West (pretendent)
- Henry B. Walthall (Pedro)
- W. Chrystie Miller (capellà)
- Linda Arvidson (mexicana)
- Florence Barker (mexicana)
- Gertrude Claire (mexicana)
- Anthony O'Sullivan (mexicà)
- Alfred Paget (mexicà)
- Billy Quirk (mexicà)
- Mack Sennett (home de Pedro)
- Dorothy West (mexicana)
- Hoot Gibson
- Art Acord